# Generalstabens topografiske Afdeling
Generalstabens topografiske Afdeling (forkortet GtA) var en dansk kortmyndighed under Generalstaben, som i årene 1842-1928 forsynede både Hæren og en række civile myndigheder med topografiske kort. I sidste halvdel af 1800-tallet foretog afdelingen en topografisk opmåling af hele Danmark, samt Færøerne, som blev udgivet i form af målebordsblade i målestok 1:20.000, atlasblade i 1:40.000 og generalstabskort i 1:100.000. I begyndelsen af 1900-tallet påbegyndtes en opmåling af det dengang danske Island.

## Oprettelse og nedlæggelse
Afdelingen kan føres tilbage til Generalkvartermesterstaben, som var en afdeling under Generalstaben, der var blevet oprettet 1808. 8. april 1842 blev Generalkvartermesterstaben og Videnskabernes Selskabs kortafdeling samlet i Generalstabens topografiske Afdeling. Den nye myndighed lå kortvarigt (1856-64) under Handelsministeriet, men lå resten af sin levetid under Krigsministeriet (fra 1950: Forsvarsministeriet). Ifølge lov nr. 82 af 31. marts 1928 blev Generalstabens topografiske Afdeling sammensluttet med Den danske Gradmaaling og dannede Geodætisk Institut.
Fra 1864 havde GtA til huse i Proviantgården på Slotsholmen i København, dør om dør med Den danske Gradmaaling.

## Bemanding
GtA blev ledet af officerer fra hæren, mens detailmålingerne i marken blev udført af specialuddannede officerer fra Generalstabens guidekorps. En guide (udtales ['giðə]) havde til opgave at betjene målebordet, mens en assistent gik rundt i terrænet med et stadie, hvortil guiden vha sin sigtelineal kunne sigte fra målebordet, og indtegne de topografiske detaljer på målebordsbladet, som var udspændt på målebordet.

## Danmark
Det kongelige Danske Videnskabernes Selskab påbegyndte i 1757 den første detaljerede og nøjagtige opmåling af Danmark, foretaget som målebordsmåling med primitiv sigtelineal i målestok 1:20.000. Målingerne fortsattes til 1820, og i årene 1766-1835 udkom et kortværk på 17 blade i målestok 1:120.000.
Generalkvartermesterstaben, som havde til opgave at forsyne hærledelsen med topografiske og statistiske oplysninger, herunder bla landkort, anså Videnskabernes Selskabs kort for såvel forældede (bla fordi de ikke viste de udflyttede gårdes placering efter landboreformerne og udskiftningen af landsbyerne) og unøjagtige (bla fordi de ikke havde højdeangivelser). Man gik derfor, sideløbende med Videnskabernes Selskabs opmålinger, i gang med sin egen målebordsopmåling. I perioden 1809-30 opmåltes Sjælland nord for en linje fra Køge til Slagelse, og frem til 1841 opmåltes, med få undtagelser, resten af Sjælland, Møn, Falster og en del af Lolland. Det planlagte kortværk i målestok 1:80.000 blev dog aldrig udgivet.
I 1843 fik Generalstabens nyoprettede topografiske afdeling på bekostning af Videnskabernes Selskab eneret på fremstilling af danske landkort. Afdelingen begyndte sine aktiviteter med at færdigmåle den resterende del af Lolland. Arbejdet foregik som målebordsmåling i 1:20.000 med højdekurver for hver 5 fod, svarende til 1,57 m. Fra 1855 brugte man på målebordet en forbedret sigtelineal med optisk afstandsmåler, den såkaldte universaldiopter. Sjælland blev færdigmålt i 1862 og Fyn i 1867, og herefter begyndte opmålingen af Jylland, fra syd mod nord. Man nåede Skagen i 1887, samme år som også Bornholm blev færdigmålt.
I midten af 1860-erne besluttede man at gå over til at udgive landkortene i målestok 1:20.000 i stedet for den hidtidige 1:80.000. Dette stillede langt større krav til nøjagtigheden, krav som de gamle opmålinger af Sjælland, Fyn og øerne ikke levede op til. Da man i mellemtiden havde opmålt et geodætisk datum af hele Danmark, det såkaldte GS-hovednivellement, besluttede man at iværksætte den såkaldte 2. nymåling. Denne dækkede Sjælland og øerne, som opmåltes 1887-99, og det sydlige Fyn, som opmåltes 1902-23. I 1889 gik man bort fra 5-fods højdekurver og målte fra da af i det nye metersystem, med 2,5 m højdekurver, dog i dele af hovedstadsområdet med 1,25 m højdekurver, af hensyn til forsvaret af København.
Efter Sønderjyllands genforening med Danmark i 1920 gennemførtes 1924-38 en nymåling af dette område, som indtil da kun var opmålt af tyskerne.

### Grafisk arbejde
Oprindeligt blev danske landkort fremstillet ved kobbertryk, men i 1860-erne gik man over til den meget hurtigere fotolitografi, hvor kortbilledet fotografisk kunne overføres til en litografisk sten, som landkortet så blev trykt fra. Omkring 1900 begyndte man at fremstille kortene ved fotoalgrafisk farvetryk, hvor kortbilledet vha en galvanisk proces æstes ned i en aluminiumsplade.

## Færøerne
I årene 1790-95 havde Tórshavns kommandant C.L.V. Born udarbejdet et for den tid meget moderne kort over Færøerne, som var baseret på en astronomisk breddebestemmelse for Tórshavn og en triangulation mellem øerne. Et århundrede senere var kortet dog blevet forældet og unøjagtigt. Det sidste viste sig, da man omkring 1890 skulle bygge et fyr på øen Nolsóy, hvis position afveg utilladeligt meget fra Borns kort. I 1895 påbegyndte GtA derfor en ny opmåling, som skulle omfatte etablering af en basislinje og triangulationsnet, astronomisk bestemmelse samt nivellement og detailmåling. Opmålingen blev i begyndelsen besværliggjort af det ofte uvejsomme terræn og dårlige vejr, men blev afsluttet i 1899, og i 1901 blev et kortværk på 75 målebordsblade i målestok 1:20.000 udgivet.

## Island
I første halvdel af 1800-tallet blev der udgivet kort over de kystnære dele af Island, men mod slutningen af århundredet viste disse kort sig utilstrækkelige, bla fordi den voksende flåde af fiskefartøjer jævnligt kom ud for strandinger langs kysten. Behovet for nye og bedre søkort var stærkt medvirkende til, at GtA i 1900 begyndte på en egentlig opmåling af Island. Man begyndte med indmåling af basislinjer ved Reykjavík (tre linjer sammenknyttede til en basis med en længde på 6,6 km) og Akureyri (en basis på 1,6 km med en middelfejl på 0,8 mm). Ud fra basislinjerne indmåltes et førsteordens triangulationsnet, og i 1902 påbegyndtes målebordsmåling i 1:50.000. Efter fire år gik man over til at måle i 1:100.000. Opmålingsarbejdet blev indstillet i 1914, både pga pengemangel og Første Verdenskrig, men blev genoptaget i en periode omkring 1920, for så igen at ligge stille indtil 1930.
I 1921 begyndte GtA at udgive islandske atlasblade i målestok 1:100.000, men det var først under Anden Verdenskrig, at Geodætisk Institut færdiggjorde det islandske kortværk.

## Oversigt over kort
| År        | Målestok    | Kort                                                                     |
| --------- | ----------- | ------------------------------------------------------------------------ |
| 1844      | 1:80.000    | Lauenborg                                                                |
| 1845-71   | 1:80.000    | Lolland, Falster, Sjælland og Fyn, 29 atlasblade (målt 1845-67)          |
| 1846      | 1:480.000   | Danmark, inkl. hertugdømmet Slesvig                                      |
| 1848-64   | flere       | Fredericia, Kolding, samt dele af Slesvig, til brug for hæren            |
| 1852      | 1:10.000    | Kjøbenhavn og Omegn, 4 blade, målt 1848                                  |
| 1853-57   | 1:10.000    | Kjøbenhavn og Omegn, 6 blade                                             |
| 1857-58   | 1:120.000   | Slesvigs Fastland, 6 blade (revideret 1851-54)                           |
| 1860      | 1:240.000   | Sønderjylland, oversigtskort                                             |
| 1861-64   | 1:120.000   | Holsten og Lauenburg, 8 blade                                            |
| 1864-69   | 1:20.000    | Fyn med omliggende Øer, 39 målebordsblade (målt 1862-67)                 |
| 1866-99   | 1:20.000    | Jylland med Samsø, 673 målebordsblade (målt 1866-87)                     |
| 1869      | 1:160.000   | Sjælland, oversigtskort i 3 blade                                        |
| 1870-1907 | 1:40.000    | Jylland, 132 atlasblade i kobberstik                                     |
| 1878      | 1:160.000   | Fyn, Langeland og Ærø, oversigtskort                                     |
| 1879-86   | 1:20.000    | Nordøstlige Sjælland, 69 målebordsblade (målt og revideret 1846-84)      |
| 1883-92   | 1:20.000    | Fyn med omliggende Øer, 121 målebordsblade (revideret 1883-90)           |
| 1886-88   | 1:20.000    | Bornholm, 24 målebordsblade (målt 1883 og 1885-87)                       |
| 1888-1901 | 1:20.000    | Sjælland og Lolland-Falster, 297 målebordsblade (2. opmåling 1887-99)    |
| 1889-1906 | 1:40.000    | Bornholm, 6 atlasblade                                                   |
| 1890      | 1:50.000    | Bornholm, i 4 dele                                                       |
| 1891-97   | 1:100.000   | Danmark, 68 farvetrykte generalstabskort                                 |
| 1897-1901 | 1:20.000    | Færøerne, 75 farvetrykte målebordsblade (målt 1895-99)                   |
| 1901-33   | 1:20.000    | Danmark, 835 ('lave') farvetrykte målebordsblade                         |
| 1902      | 1:40.000    | Bornholm, 4 farvetrykte atlasblade                                       |
| 1903-05   | 1:40.000    | Sjælland, Fyn og omliggende Øer, 66 foreløbige atlasblade                |
| 1905-11   | 1:5.000     | Ålborg, Esbjerg, Horsens, Odense, Randers og Svendborg, bykort           |
| 1905-28   | 1:40.000    | Sjælland, Lolland-Falster samt dele af Fyn, 65 heliograverede atlasblade |
| 1905-39   | 1:50.000    | Island, 117 kvartblade                                                   |
| 1906      | 1:40.000    | Jylland, 129 blade ('folkeudgave')                                       |
| 1906-07   | 1:80.000    | Fyn, 8 blade                                                             |
| 1906-07   | 1:160.000   | Fyn, 2 blade                                                             |
| 1906-07   | 1:80.000    | Sjælland, 18 blade                                                       |
| 1906-07   | 1:40.000    | Sjælland, 7 blade                                                        |
| 1906-07   | 1:40.000    | Bornholm, 6 blade                                                        |
| 1906-07   | 1:25.000    | Kjøbenhavns Omegn, 6 blade                                               |
| 1907-37   | 1:40.000    | Danmark, 236 atlasblade                                                  |
| 1910-16   | 1:160.000   | Danmark, 24 generalkort (Bornholm i 1:100.000)                           |
| 1914-16   | 1:160.000   | Danmark, kortbøger I Jylland og II Øerne                                 |
| 1915      | 1:500.000   | Danmark, 1. udgave                                                       |
| 1916      | 1:100.000   | Færøerne, 2 blade                                                        |
| 1918      | 1:320.000   | Danmark, kortbog                                                         |
| 1919-31   | 1:100.000   | Danmark, 63 generalstabskort                                             |
| 1920-21   | 1:320.000   | Danmark, 4 blade                                                         |
| 1921-45   | 1:100.000   | Island, 87 atlasblade                                                    |
| 1924      | 1:500.000   | Danmark, 2. udgave                                                       |
| 1925      | 1:10.000    | Århus og Omegn, turistkort (kom 1929 i 1:7.500)                          |
| 1926      | 1:1.000.000 | Danmark, Færøerne og det sydlige Island, internationalt kort             |
| 1928-37   | 1:7.500     | 12 købstæder, vejviserkort                                               |

## Chefer
Disse officerer ledede GtA:
- 1842-1848: oberst Oluf Nicolai Olsen (1794-1848)
- 1848-1864: generalmajor Frederik Vilhelm Carl Caroc (1811-1882)
- 1865-1876: oberst Poul Klingsley (1827-1876)
- 1876-1882: generalløjtnant Johan Frederik Lorenzen (1831-1907)
- 1882-1901: generalmajor Abraham Louis le Maire (1836-1913)
- 1901-1905: generalløjtnant Eiler Christian Rasmussen (1849-1910)
- 1905-1907: generalmajor Carl Emil Momberg (1852-1924)
- 1907-1921: oberst Mads Jensen Sand (1856-1929)
- 1921-1928: oberst Niels Peder Johansen (1865-1951)

## Diverse
Bemærk, at ifølge en kgl. resolution af 1831 udløber ophavsretten på kort produceret af Generalkvartermesterstaben eller Generalstabens topografiske Afdeling aldrig. Denne bestemmelse er stadig gyldig jf. Ophavsretslovens §92. Dog har Geodatastyrelsen i 2015 gjort alle de gamle kort offentligt tilgængelige på sin kortportal GST kortviser (Webside ikke længere tilgængelig).